# Grupo de Ação Financeira Internacional
O Grupo de Ação Financeira Internacional (GAFI; em inglês, Financial Action Task Force, ou FATF) é um agrupamento governamental internacional de carácter informal, ou seja, não se trata de uma organização internacional criada por tratado.
A sua ação consiste na formulação de recomendações com vista à prevenção e repressão da lavagem de dinheiro, do financiamento do terrorismo, do confisco dos lucros do crime e da cooperação internacional nestas matérias.

## Membros
Em outubro de 2023, o GAFI tinha 38 países e duas Organizações regionais como membros plenos:
Organizações regionais:
1. União Europeia
2. Conselho de Cooperação do Golfo

Países:
1. Argentina
2. Austrália
3. Austria
4. Belgica
5. Brasil
6. Canadá
7. China
8. Dinamarca
9. Finlândia
10. França
11. Alemanha
12. Grécia
13. Hong Kong, China (originalmente unido sob a designação  Hong Kong Britânico in 1991)
14. Islândia
15. Índia
16. Indonésia
17. Irlanda
18. Israel
19. Itália
20. Japão
21. Luxemburgo
22. Malásia
23. México
24. Países Baixos (inclui Países Baixos, Aruba, Curacau e São Martinho(Países Baixos))
25. Nova Zelândia
26. Noruega
27. Portugal
28. Rússia (bloqueado)[3]
29. Arábia Saudita
30. Singapura
31. África do Sul
32. Coréia do Sul
33. Espanha
34. Suécia
35. Suíça
36. Turquia
37. Reino Unido
38. Estados Unidos